# Fritz Deppert
Fritz Deppert (* 24. Dezember 1932 in Darmstadt) ist ein deutscher Schriftsteller.

## Leben und Wirken
Er studierte Germanistik, Geschichte, Kunstgeschichte sowie Philosophie und promovierte zum Dr. phil. über die Dramen Ernst Barlachs. Als Juror und Lektor des Literarischen März seit 1979, damals mit Karl Krolow und Wolfgang Weyrauch, ist er auch Mitherausgeber der Buchreihe „Lyrik unserer Zeit“, in der im Abstand von zwei Jahren die Ergebnisse des Literarischen März veröffentlicht werden. Er ist Mitglied des PEN (1993–1998 im Vorstand), des Verbandes deutscher Schriftsteller (VS) und Ehrenpräsident der Kogge. Von 1974 bis 1996 war er Leiter der Bertolt-Brecht-Schule, eines von ihm gegründeten Oberstufengymnasiums in Darmstadt. Einen Lehrauftrag für kreatives Schreiben an der TU Darmstadt hatte er von 1997 bis 2002 inne.
Er veröffentlichte Gedichtübersetzungen ins Englische, Französische, Galizische, Ivrit, Japanische, Niederländische, Polnische, Russische, Tschechische und Ungarische.

## Privates
Fritz Deppert ist der Sohn von Karl Deppert. Er ist verheiratet und hat zwei Söhne. Einer von beiden ist als Alex Dreppec künstlerisch aktiv. Gemeinsam leben sie in Darmstadt. Am 9. September 2016 verstarb Fritz Depperts Frau Gabriella.

## Ehrungen
- 1996: Johann-Heinrich-Merck-Ehrung der Stadt Darmstadt
- 2003: Kogge-Ehrenring
- 2017: Goethe-Plakette des Landes Hessen

## Werke (Auswahl)
- Atemholen. Gedichte. Rastatt 1964
- Gegenbeweise. Gedichte. Stuttgart 1981
- Atempause. Gedichte. Stuttgart 1981
- Zeitgedichte. München 1983
- Mit Haut und Haar. Liebesgedichte. Lahnstein 1987
- Dreh dich doch um. Gedichte. Wuppertal 1990
- Gegengewichte. Gedichte. Bielefeld 1992
- Länger noch als 1000 Jahr. Roman. Darmstadt 1993
- Kurzschrift – Gedanken und Standortbestimmungen. Aphorismen. Illustrationen Kolibri. Calatra Press, Lahnstein 1993 ISBN 3881381155
- Zeitkonzert. Gedichte. Bludenz 1995
- Gezählte Tage. Gedichte. Andernach 1998
- Regenbögen zum Hausgebrauch. Gedichte. Bielefeld 2003, ISBN 3-920591-70-4
- Fundsachen. Gedichte. Darmstadt 2003
- Gesang aus dem Papierkorb. Kurzprosa. Darmstadt 2002, ISBN 3-87704-049-7
- Gut gebrüllt Löwe. Essays. Darmstadt 2007, ISBN 978-3-87390-233-6
- Buttmei. Kriminalerzählung. Nidderau 2007, ISBN 978-3-940168-04-7
- Buttmei findet keine Ruhe, Kriminalroman. Nidderau 2009, ISBN 978-3-940168-26-9
- Christian Bärlichs zweite Geburt, Roman. Auwald-Verlag, Essen 2009, ISBN 978-3-933635-33-4
- Buttmei tappt im Dunkeln, Kriminalroman, Verlag M. Naumann, Hanau 2012, ISBN 978-3-943206-13-5
- Das Schweigen der Blätter, Gedichte, Bielefeld 2013, ISBN 978-3-9815731-0-7
- Georg Büchner geht durch Darmstadt, zwei Prosastücke, ein Gedicht und ein Essay, Darmstadt 2013, ISBN 978-3-87390-333-3
- Klagelied winterzu, Gedichte, Chiliverlag, Verl 2017, ISBN 978-3-943292-57-2
- Rückrufe, Gedichte, Chiliverlag, Verl 2019, ISBN 978-3-943292-73-2
- Möglichkeiten zu trauern, Chiliverlag, Verl 2021, ISBN 978-3-943292-95-4
- Hinter dem Mond der Himmel, Chiliverlag, Verl 2023, ISBN 978-3-949515-03-3

Außerdem wissenschaftliche Publikationen und Essays zu unterschiedlichen (literarischen, gesellschaftlichen, politischen) Themen in verschiedenen Zeitungen und Zeitschriften

### Herausgeberschaft
Herausgabe und Mitherausgabe zahlreicher Anthologien mit literarischen und historischen Texten, z. B.:
- „Das war überall“, Texte von Wolfgang Weyrauch 1998.
- „Alles in allem“, Wendeband, Band 135 der Edition der Gesellschaft hessischer Literaturfreunde, Justus-von-Liebig-Verlag, Mitherausgeber: Peter Benz, Darmstadt 2022.